# Деларов, Дмитрий Иванович
Дмитрий Иванович Деларов (26 августа 1864 — 6 июня 1928) — агроном, депутат Государственной думы II созыва от Вятской губернии, эконом-географ.

## Биография

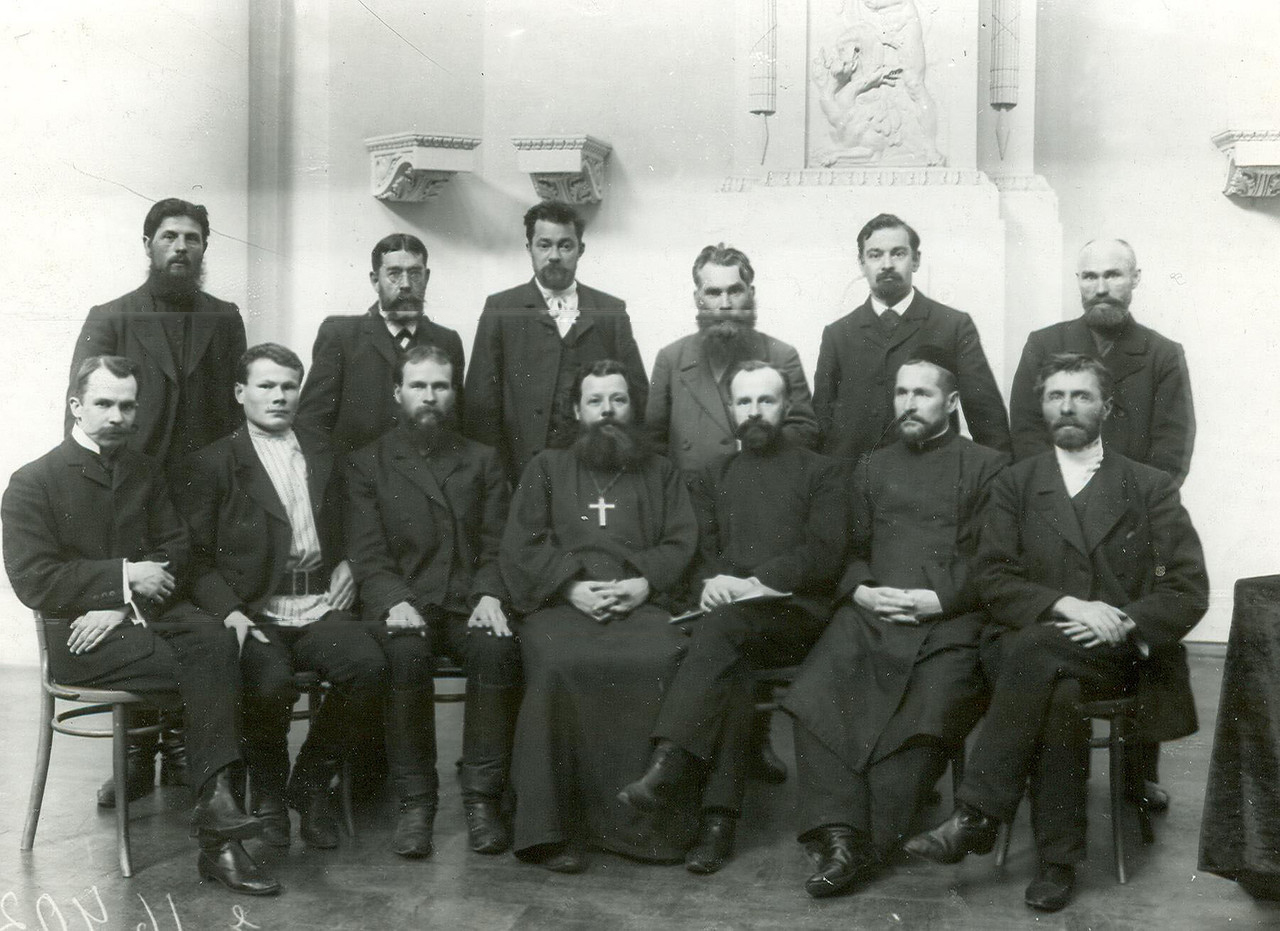
Депутаты II Государственной Думы от Вятской губернии.
Стоят: И. А. Наумов, А. В. Бодров, М. Г. Зайцев, В. А. Вахрушев, Н. В. Алашеев, В. И. Шешин; Сидят: С. Н. Салтыков, Л. А. Ефремов, Я. С. Шабалин, Ф. В. Тихвинский, Д. И. Деларов, Х. А. Масагутов, И. Л. Финеев

Родился в дворянской семье на хуторе Марьевка Васильевской волости Константиноградского уезда Полтавской губернии. В начальную школу ходил в селе Семёновка. Поступил в Харьковскую, затем учился в Белгородской гимназии. Но из неё его исключили за работу в народовольческом кружке. В 1880 году поступил в Харьковское земледельческое училище.
Окончив в 1885 году училище, как лучший выпускник получил право поступать в Петровскую академию. Но из-за того, что не было средств на учёбу, должен был пойти работать.
В 1885—1886 годах служил межевщиком в Симбирском удельном округе. Там познакомился с семейством Ульяновых. Связи с Марией Александровной и Марией Ильиничной Ульяновым Деларов поддерживал долгие годы, посещал их в ссылке в Вологоде (с ноября 1912 по сентябрь 1914 года).
В 1886 году поступил в Петровскую сельскохозяйственную академию.
В 1889 году Деларова арестовали и по требованию охранного отделения исключили из академии. После полутора месяцев одиночки выслали в Вязники во Владимирской губернии. Там пребывал под негласным полицейским надзором.
В 1890 году после запроса совета Петровской академии Деларову разрешили въехать в Москву для сдачи экзаменов. В 1891 году представил дипломную работу и окончил академию со званием кандидата (по другим сведениям окончил ВУЗ в 1890 году). Потом работает в ряде губерний статистиком, лесоводом в Самарской губернии, агрономом удельного ведомства, позднее управляющим имением в Воронежской губернии. Организовал кредитные товарищества в Вятской губернии.
С февраля 1906 состоял в Конституционно-демократической партии, стал главой её Сарапульской группы. Но в декабре 1906 года вышел из партии кадетов и из возглавляемой им группы и стал членом партии народных социалистов.
14 февраля 1907 года был избран в Государственную думу II созыва от общего состава выборщиков Вятского губернского избирательного собрания. Вошёл в состав Народно-социалистической фракции. Состоял членом думских финансовой и аграрной комиссий и комиссии о привлечении 55 членов Государственной Думы к уголовной ответственности.
В 1911 году был приглашён Вологодским обществом сельского хозяйства на должность агронома-секретаря общества в Вологде. С этого момента вся жизнь Деларова, с небольшим перерывом, посвящена Северу европейской части России.
В Вологде включился в кооперативное движение, стал действительным членом Вологодского общества сельского хозяйства, с 1916 года редактировал журнал «Северный хозяин», организовал курсы для крестьян и сам их вёл, занимался обучением мастеров маслоделия и работников кооперации. Редактор книги «Маслодельные артели Вологодской губернии», член оргбюро Вологодского кооперативного съезда.
Вступил в партию социалистов-революционеров[когда?].
После Февральской революции 1917 года избран вместе с И. А. Саммером товарищем председателя I-го Общественного комитета, председателем продовольственной управы, председателем Совета коммерческого отдела, комиссаром продовольствия по Северной области. Деларов много сил уделял продовольственному снабжению Вологды, он также участвовал в организации работы Совета рабочих и крестьянских депутатов в Вологодской губернии.
После октябрьского переворота был членом Правления союза по изготовлению земледельческих орудий в Ярославле, инструктором Вологодского отделения Московского народного банка, председателем Вологодского общества сельского хозяйства.
В 1919 году избран Советом Вологодского молочного института на должность заведующего кабинетом обществоведения, а в 1921 году стал профессором экономики и экономической географии молочного хозяйства и скотоводства того же института. Одновременно был директором областной опытной станции, заведующим отделом экономики и организации хозяйства этой станции, уполномоченным Наркомзема по опытному делу, служил в губплане в секции статистики и экономики. Деларова избирали председателем секции народного хозяйства и членом правления Общества изучения Северного края. Он принял участие в организации отдела народного хозяйства в губернском музее краеведения, преподавал на курсах по переподготовке учителей, агрономов и крестьян, был участником всех всероссийских съездов по опытному делу.
Подготовил и ввёл практику преподавания новый курс «Экономики и экономической географии скотоводства и молочного хозяйства».
Д. И. Деларов детально исследовал экономику крестьянского хозяйства Севера. Начиная с 1921 года он опубликовал серию работ на эту тему. Его труды по экономике и социологии северного крестьянства не потеряли своего значения до сегодняшнего дня.
Умер и похоронен в посёлке Молочное.
Вскоре, в начале 1930-х годов, Д. И. Деларова стали резко критиковать на страницах окружной газеты «Красный север»: «Ярким представителем кондратьевщины в условиях института являлся Д. И. Деларов (бывший эсер) и его ученик Кристин. Деларов — певец хуторского хозяйства и капиталистической кооперации, сам непосредственный организатор хуторов».
Могила не сохранилась.

## Сочинения
- Деларов Д. И. Сельско-хозяйственная зоология. М., 1888[6].
- Деларов Д. И. Посреднические операции в кредитных кооперативах : доклад // Первый Всероссийский съезд представителей кооперативных учреждений в Москве, 16—21 апреля 1908 г. : труды / Д. И. Деларов. — М. : Бюро Московского Союза потребительных обществ, 1908. — С. 254—255.
- Деларов Д. И. Доклад 2-му Всероссийскому кооперативному съезду в Киеве. — Вологда: Тип. А. В. Иванова, [1913]. — 13 с.; 26 см. — Прил. к журн. «Сев. хозяин». № 11/12 за 1913 г.
- Деларов Д. И. Северная область как центр маслоделия Европейской России. Вологда, 1920.
- Деларов Д. И. Крестьянское хозяйство Северной области (скот и его роль в крестьянском хозяйстве Севера) // Труды Вологодского молочнохозяйственного института. — Вологда, 1923. — Т. II. — № 3
- Деларов Д. И. Как я познакомился с семьёй Ульяновых. «Север» (Вологда), 1924, № 1.
- Деларов Д. И. Состояние молочного хозяйства к 1924 году и возможность его развития. с. 39-110.
- Деларов Д. И. Крестьянское хозяйство, его нужды и сельскохозяйственная работа кооперации. Вологда: «Сев. печатник» 1924 9 с.
- Деларов Д. И. Северная область и её место в народном хозяйстве СССР // Север, Вологда, 1928. № 7—8. С. 135—160
- Деларов Д. И. Северная область и её место в народном хозяйстве СССР. — Вологда : [б. и.], 1928. — 26 с. — (Труды Вологодской обл. с.-х. опытной станции. В. 3).
- Деларов Д. И. Маслодельные артели и их влияние на крестьянское хозяйство Вологодской губернии. — [Б. м.] : [б. и.], [Б. г.]. — 14 с.
- Деларов Д. И. Районирование Северной области с точки зрения сельского хозяйства и её задач
- Деларов Д. И. Нужды крестьянского хозяйства и кооперация.

### Рекомендуемые источники
- Владимир Ситников. Энциклопедия земли Вятской: ЭЗВ : откуда мы родом?
- Памяти Д. И. Деларова. (7/1Х 1864- 5/У1 1928). [Агроном. Некролог]. Известия Отдела сельского хозяйства, экономики и статистики, VII: 9-10-1929.
- Д. И. Деларов. Некролог // Центр. Бюро Краеведов при РАН. Краеведение. 1928.

### Архивы
- Государственный архив Российской Федерации. Фонд 523. Опись 1. Дело 201.
- Российский государственный исторический архив. Фонд 1278. Опись 1 (2-й созыв). Дело 119; Дело 601. Лист 2.